# پی‌یرو پورتالوپی
پی‌یرو پورتالوپی (ایتالیایی: Piero Portalupi؛ ۱۹ اکتبر ۱۹۱۳ – ۲۸ ژوئن ۱۹۷۱) فیلم‌بردار اهل ایتالیا بود.
از فیلم‌ها یا مجموعه‌های تلویزیونی که وی در آن‌ها نقش داشته‌است می‌توان به بزرگ‌ترین شیادان عالم، مهاجران، بلیسیما، تعطیلات با یک گانگستر، آیدا، چرخ‌وفلک ناپل، گرگ‌ها، وداع با اسلحه، کارتاژ در شعله‌های آتش، فرانسیس آسیزی، جسیکا، خانه پوشالی، قهرمانان و تندیس اشاره نمود.